# إبعاد الهنود

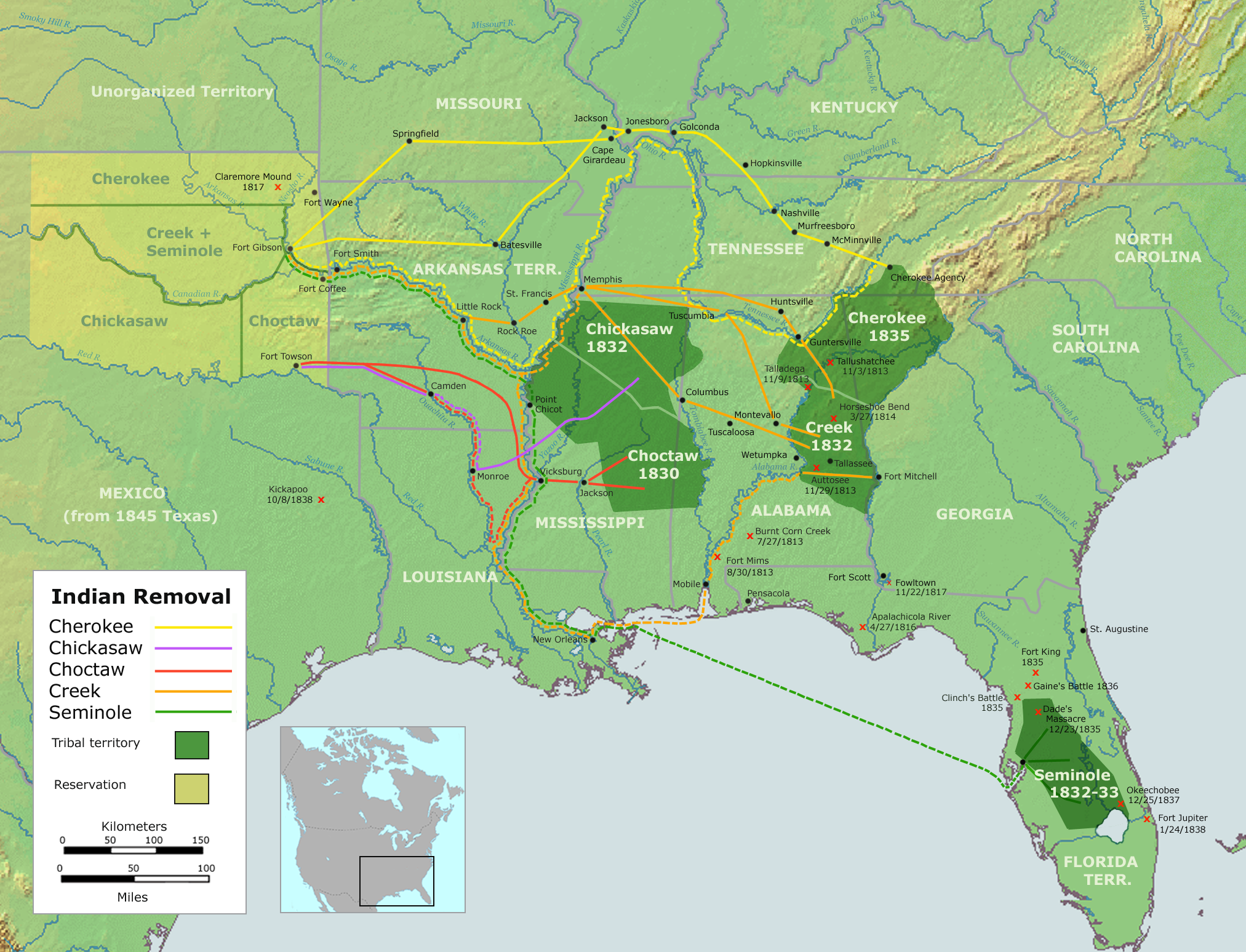

إبعاد الهنود هو هجرة قسرية في القرن التاسع عشر حيث أُجبر الأمريكيون الأصليون من قِبل الحكومة الأمريكية على ترك أراضي أجدادهم الممتدة من شرق الولايات المتحدة إلى الأراضي الواقعة غرب نهر المسيسيبي والهجرة إلى الإقليم الهندي المخصص لهم (أوكلاهوما في الوقت الحالي). كان قانون إزالة الهنود بمثابة القانون الأساسي الذي فرض إبعاد الهنود، ووقع عليه أندرو جاكسون في 1830. كان جاكسون متشددًا في التعامل مع الإبعاد الهندي، ولكن القانون دخل حيز التنفيذ تحت إدارة مارتن فان بورين.
كان الإبعاد الهندي أحد تبعات الأفعال التي قام بها أولًا المستوطنون الأوروبيون الذين جاؤوا إلى أمريكا الشمالية في الحقبة الاستعمارية، ولاحقًا ما قامت به الحكومة الأمريكية ومواطنوها حتى منتصف القرن العشرين. تعود أصول تلك السياسة إلى إدارة جيمس مونرو على الرغم من أنها عالجت النزاعات التي امتدت بين الأمريكيين الأوربيين والأمريكيين الأصليين منذ القرن السابع عشر، وزادت وتيرتها بحلول بدايات القرن التاسع عشر حين كان المستوطنون البيض يزحفون باستمرار نحو الغرب.

## الخلفية الثورية
تجادل القادة الأمريكيون في الحقبة الثورية والحقبة الوطنية المبكرة بشأن ما إذا كان يجب معاملة الهنود الأمريكيين بصفتهم أفرادًا أم عشائر. تُلخَّص بعض تلك الآراء أدناه.

### بنجامين فرانكلين
في مسودة «وثائق الكونفدرالية المقترحة» التي قُدمت للمؤتمر القاري في 10 مايو 1775، دعا بنجامين فرانكلين إلى «التحالف الأبدي» مع الهنود لصالح الوطن الموشك على الميلاد، خاصة مع اتحاد عشائر الإيروكواس الستة.
الوثيقة الحادية عشر. سيبدأ التحالف الأبدي الهجومي الدفاعي مع العشائر الستة بأسرع ما يمكن، وستكون حدودهم محددة ومؤَمنة بالنسبة إليهم، ولن يُعتدى على أرضهم، ولن تُقام أي مشتريات خاصة أو مستعمرات عليها فيما بعد، ولن يُوقَع أي عقد بخصوص الأراضي بين المجلس الأعلى للهنود في الأونونداغا ومجلس النواب العام. لا بد أيضًا من احترام الحدود والأراضي الخاصة بكل الهنود وتأمينها إليهم بنفس الطريقة، ويُعيَن أشخاص للإقامة معهم في مناطق مناسبة، ويجب عليهم الحذر لتجنب وقوع الظلم في التجارة معهم، وتوفير القليل من الإمدادات على النفقة العامة؛ لتخفيف حاجاتهم الشخصية وكآبتهم. ويجب أن تتم جميع المشتريات منهم من خلال الكونغرس لضمان المصلحة العامة والاستفادة للمستوطنات المتحدة. 

### توماس جيفيرسون
في كتابه ملاحظات عن ولاية فرجينيا (1785)، دافع توماس جيفرسون عن الثقافة الأمريكية الهندية وتعجب من أن قبائل فيرجينيا «لم تسلم نفسها إلى أي قوانين، أو أي سلطة قسرية، أو أي حكومة ظل» بسبب «حاستهم الأخلاقية بالصواب والخطأ». كتب لاحقًا إلى ماركيز دي كاستيلو في 1785، «أنا أؤمن بتساوي الهنود في الجسد والعقل مع الرجل الأبيض». رغب -حسب تفسير فرانسيس بول بروشا- باختلاط الأمريكيين المحليين مع الأمريكيين الأوروبيين وأن يصبحوا شعبًا واحدًا. لتحقيق ذلك، سيعرض جيفرسون -بصفته رئيسًا- الجنسية الأمريكية على بعض العشائر الهندية، ويقترح تقديم الشكر لهم لتسهيل التجارة.

### جورج واشنطن
الرئيس جورج واشنطن، في خطابه إلى عشيرة سينيكا في 1790، واصفًا الصعوبات قبل الدستورية في بيع الأراضي الهندية «بالشرور»، مؤكدًا أن القضية الآن قد انقلبت بشكل كامل، وأصبحت مرهونة علنًا بتأكيد «مجرد حقوقهم». في مارس وأبريل 1792، التقى واشنطن 50 زعيمًا قبليًا في فيلادلفيا —بما فيهم الإيروكواس— لمناقشة الصداقة المقربة بينهم وبين الولايات المتحدة. لاحقًا في نفس العام، في رسالته السنوية الرابعة للكونغرس، شدد واشنطن على الحاجة لبناء السلام والثقة والتجارة مع جيران أمريكا من الهنود.
لا يمكنني إغفال موضوع العلاقات الهندية دون اقتراحي إليكم بشأن المزيد من التأكيد بخصوص تمكين القانون خلال جبهتنا الداخلية، ولمنع ارتكاب أي إساءات تجاه الهنود، ودون ذلك ستصبح جميع الخطط السلمية عديمة الأثر. لإتاحة المكافآت بالأهلية، سيساهم توظيف الأشخاص المؤهلين الموثوق بهم للإقامة بينهم ليكونوا عملاء في حفظ الأمن والجيرة الطيبة. إضافة إلى تلك الحيل، يمكن ابتكار خطة مناسبة لتشجيع التحضر بين القبائل الصديقة، والإبقاء على التجارة معهم، بالقدر المكافئ لرغباتهم، وتحت مظلة القوانين المحسوبة لحمايتهم من الإيهام والابتزاز، سيكون تأثيرها على تعزيز اهتماماتهم مع اهتماماتنا المشتركة ذا أهمية كبيرة.
في 1795، في رسالته السابعة عشر للكونغرس، أوضح واشنطن أن حكومة الولايات المتحدة أرادت السلام مع الهنود، لذا لا بد أن تمنحهم السلام، وإذا أرادت الولايات المتحدة أن تتوقف هجمات الهنود، فلا بد أن تتوقف هجمات الأمريكيين من «سكان التخوم».

## السياسة الجيفرسونية
خلال ولايته الرئاسية، حرص توماس جيفرسون على تطوير سياسة هندية بعيدة المدى تحمل هدفين أساسيين. أراد تأكيد كون الشعوب الأصلية (غير الأجنبية) مرتبطة ارتباطًا وثيقًا بالولايات المتحدة الجديدة، إذ اعتبر أمن الامة ذات أهمية قصوى. أراد أيضًا «تمدينهم (جعلهم حضاريين)» ليتبنوا أسلوب حياة زراعي بدلًا من الصيد والجمع. تحققت هذه الأهداف من خلال المعاهدات وتطور التجارة.

بدايةً، روج جيفرسون لسياسة أمريكية شجعت الأمريكيين الأصليين على الاستيعاب الثقافي أو «التحضر». بذل جهودا دؤوبة ليكسب صداقة وتعاون قبائل كثيرة من القبائل الأمريكية الأصلية بوصفه رئيسًا، معبرًا على نحو متكرر عن رغبته في خلق أمة متحدة من البيض والهنود. ذكر في رسالته إلى الزعيم الروحي لسينيكا، هانسوم ليك، في 3 نوفمبر سنة 1803:
اذهب إذا يا أخي في الإصلاح العظيم الذي باشرت به.. وفي جميع مشاريعكم من أجل صالح شعبكم، يمكنكم أن تعتمدوا بثقة على مساعدة الولايات المتحدة وحمايتها، وعلى الإخلاص والحميّة الذين أنشد بهما شخصيًا تعزيزًا لهذا العمل الإنساني. أنتم إخواننا على ذات الأرض؛ نتمنى لكم الازدهار كما يتمنى الأخوة لبعضهم. مع السلامة.
عندما مارس وفد من شعب الشيروكي الضغط على جيفرسون من أجل الحصول على المواطنة الكاملة والمتساوية التي وعد بها جورج واشنطن الهنود الذين يعيشون في الأراضي الأمريكية، أشار في رد له إلى أنه على استعداد لمنح الجنسية لتلك الشعوب الهندية الساعية للحصول عليها. في رسالته السنوية الثامنة إلى الكونجرس في الثامن من نوفمبر سنة 1808، عرض رؤيته للوحدة بين البيض والهنود:
لقد حوفظ على دوام السلم والثبات بوجود جيراننا الهنود، وعمومًا، انطلاقًا من قناعتنا باعتبارنا لهم جزءًا منا، ونعتز بإخلاص بحقوقهم ومصالحهم، يكتسب ارتباطنا بالقبائل الهندية القوة يوميًا، وسنكافأ بسخاء على العدالة والصداقة التي تمارس تجاههم. إحدى الشعوب العظمى لأمة شيروكي هي الآن قيد الدراسة لالتماسها الحصول على جنسية الولايات المتحدة، وليعترف بهم معنا في القانون والحكومة، على نحو تقدمي بأفضل طريقة ممكنة.
لكن، كما توضح بعض كتابات جيفرسون الأخرى، حمل الرئيس وجهات نظر متناقضة حيال الاستيعاب الهندي واستخدم كلمتي «إبادة» و«طرد» عن القبائل التي قاومت التوسع الأمريكي وكانت على استعداد للقتال من أجل أراضيها. اعتزم جيفرسون تغيير أساليب الحياة الهندية من الصيد والجمع إلى الزراعة، وذلك إلى حد كبير من خلال «تقليل عمليات الصيد بشكل يجعل الكفاف الذي يجمعونه من صيدهم غير كاف». توقع أن يؤدي التغيير في الزراعة إلى جعلهم معتمدين على الأمريكيين البيض في الحصول على حاجاتهم، وإمكانية تسليم أراضيهم أو التفكير بالانتقال غرب نهر المسيسيبي. في رسالة عام 1803 إلى ويليام هنري هاريسون، كتب جيفرسون:
في حال حملت قبيلة ما التهور الكافي لحمل السلاح علينا في أي وقت، فإن التضييق على أراضيها بالكامل، واقتيادهم عبر الميسيسيبي، كشرط وحيد للسلام، سيكون مثالًا أمام الآخرين من أمثالهم، وتعزيز لتوطيد دعائمنا في نهاية المطاف.
في تلك الرسالة، تكلم جيفرسون عن حماية الهنود من المظالم التي يرتكبها البيض قائلًا:
نظامنا هو العيش في سلام دائم مع الهنود، وإرساء تعلق عاطفي من قبلهم نحونا، بكل الوسائل العادلة والتحررية التي بإمكاننا فعلها لأجلهم ضمن حدود المعقول، بمنحهم حماية فعالة ضد المظالم التي يرتكبها شعبنا.
اقتضت معاهدة 27 فبراير سنة 1819، منح حكومة الولايات المتحدة الجنسية و640 فدانًا (260 هكتارًا) من الأرض لكل عائلة من الشيروكي الذين عاشوا شرقي ميسيسيبي. كانت أراضي الشعوب الأمريكية الأصلية تشترى أحيانًا بموجب معاهدة أو تحت الضغط. اقترح جيفرسون في عام 1803 فكرة تبادل الأراضي، التي اقتضت تخلي الأمريكيين الأصليين عن أراضيهم شرق نهر المسيسيبي في مقابل مساحة مماثلة من الأراضي الواقعة غرب النهر، وأدرجت الفكرة في سجل المعاهدات سنة 1817 (بعد سنوات من رئاسة جيفرسون). شمل قانون إبعاد الهنود هذه الفكرة.

## خطة جون كالدويل كالهون
في عهد الرئيس جيمس مونرو، ابتكر وزير الحرب جون كالدويل كالهون أولى خطط إبعاد الهنود. وافق مونرو على خطط كالهون في أواخر عام 1824، وفي رسالة خاصة وجهها إلى مجلس الشيوخ في 27 يناير سنة 1825، طلب إنشاء كل من منطقة أركانساس والإقليم الهندي؛ حيث يبادل الهنود في شرق الميسيسيبي أراضيهم طوعًا بأراض غرب النهر. وافق مجلس الشيوخ على طلب مونرو وطلب من كالهون إعداد مشروع قانون أوقفه مندوب ولاية جورجيا في مجلس النواب. اتخذ الرئيس جون كوينسي آدامز سياسة كالهون-مونرو، مصممًا على إبعاد الهنود بوسائل غير قسرية؛ رفضت جورجيا الموافقة على طلب آدمز، مما اضطر الرئيس إلى إبرام معاهدة مع الشيروكي تمنح جورجيا أراضيهم. في 26 يوليو سنة 1827، تبنت أمة شيروكي دستورًا مكتوبًا (على غرار ذاك الذي للولايات المتحدة) معلنة فيه أنها أمة مستقلة ذات ولاية على أراضيها. جادلت جورجيا بأنها لن تؤيد وجود دولة ذات سيادة داخل أراضيها، وأكدت سلطتها على إقليم شيروكي. عندما أصبح أندرو جاكسون الرئيس المرشح عن الحزب الديمقراطي المنظم حديثًا، وافق على ضرورة إرغام الهنود على استبدال أراضيهم الشرقية بأراض غربية (بما في ذلك إعادة التوطين) فارضًا إبعاد الهنود بالقوة.

## معارضة المواطنين الأمريكيين لسياسة الإبعاد
رغم اكتساب سياسة إبعاد الهنود شعبية، إلا أنها لاقت أيضًا معارضة على أسس قانونية وأخلاقية؛ تعارضت أيضًا مع التفاعل الدبلوماسي الرسمي والعرفي بين الحكومة الفيدرالية والأمم الأصلية. كتب رالف والدو إيمرسون الرسالة الشهيرة «احتجاج ضد إزالة هنود شيروكي من ولاية جورجيا» في عام 1838، قبل وقت قصير من إزالة شيروكي. انتقد إيمرسون الحكومة وسياسة الإبعاد التي تتبعها، قائلا إن معاهدة الإبعاد غير شرعية؛ لقد كانت «معاهدة صورية» لم ينبغي على الحكومة الأمريكية التمسك بها. وصف عملية الإبعاد بأنها «انتقاص للإيمان والفضيلة، وإنكار للعدالة. إن في التعامل مع أمة لها حلفاؤها والأوصياء عليها منذ أن خلقت الأرض، تعبير عام عن الكفر، والجهود، وأي حسن نية ستنتج من عمل احتيال وسرقة، ظهرت في أولئك الرجال الذين نلتفت إليهم بطبيعة الحال من أجل المساعدة والمشورة». اختتم إيمرسون رسالته بالقول إنه لا يجوز أن تكون قضية سياسية، راجيًا الرئيس مارتن فان بيورين على منع تنفيذ إبعاد الشيروكي. عارض أيضًا أشخاص ومنظمات اجتماعية أخرى في جميع أنحاء البلاد قرار الإبعاد.

## ردة فعل الشعب الأمريكي الأصلية تجاه سياسة الإبعاد
قامت جماعات السكان الأصليين بإعادة تشكيل حكوماتهم، ووضعت الدساتير والمدونات القانونية، وأرسلت مندوبين إلى واشنطن للتفاوض على السياسات والمعاهدات لدعم استقلاليتهم وضمان الحماية التي وعدت بها الحكومة الاتحادية من الولايات البيضاء. اعتقدوا أن التأقلم، كما أرادته الولايات المتحدة، من شأنه وضع حد لسياسة الإبعاد وخلق علاقة أفضل مع الحكومة الاتحادية والولايات المحيطة.
كان الأمم الأمريكية الأصلية آراء مختلفة بشأن سياسة الإبعاد. رغم إرادة معظمهم البقاء في أراضيهم الأصلية والقيام بأي شيء ممكن لضمان ذلك، فإن آخرين اعتقدوا أن الإبعاد إلى منطقة غير بيضاء هو خيارهم الوحيد للحفاظ على استقلاليتهم وثقافتهم. استخدمت الولايات المتحدة هذا الانقسام لإبرام معاهدات إبعاد (غالبًا) مع الأقليات التي اقتنعت بأن الإبعاد هو أفضل خيار لشعوبها. غالبًا ما لم يعترف معظم الشعوب الأصلية بتلك المعاهدات. عندما صدق الكونغرس على معاهدة الإبعاد، كان بإمكان الحكومة الاتحادية استخدام القوة العسكرية لإبعاد الشعوب الأصلية في حال انتقلت (أو بدأت بالانتقال) بحلول التاريخ المنصوص عليه في المعاهدة.